# Krajkovo
Krajkovo (serbiska: Крајково, albanska: Krajkovë, Gurras, Gurrasi) är en ort i Kosovo. Den ligger i den västra delen av landet, 27 km väster om huvudstaden Priština. Krajkovo ligger 642 meter över havet och antalet invånare är 1 181.
Terrängen runt Krajkovo är kuperad åt sydväst, men åt nordost är den platt. Runt Krajkovo är det ganska tätbefolkat, med 222 invånare per kvadratkilometer. Närmaste större samhälle är Glogovac, 4,8 km nordost om Krajkovo. Trakten runt Krajkovo består till största delen av jordbruksmark.